# یان کوک (ورزشکار)
یان کوک (انگلیسی: Ian Cooke؛ زادهٔ ۶ مارس ۱۹۵۲) بازیکن هاکی روی چمن اهل استرالیا است.